# توماش ددک
توماش ددک (لهستانی: Tomasz Dedek؛ زادهٔ ۲۰ سپتامبر ۱۹۵۷) بازیگر اهل لهستان است.
از فیلم‌ها یا برنامه‌های تلویزیونی که وی در آن نقش داشته‌است، می‌توان به هیچ ردی باقی نگذار، مفقودشدگان، رانندگان جایگزین، هتل زرافه و کرگدن، ژنرال نیل، خودِ زندگی، موج جرم و جنایت، سرهنگ کفیاتکوفسکی، سال‌های شیرین، خانواده جایگزین، قانون حقیقی، کلبه جنگلی، پدر متیو، هتل ۵۲، پان تادئوش، در خیابان سپولنی و قضاوت درباره فراچیشکا کووسا اشاره کرد.
در تاریخ ۴ نوامبر ۲۰۰۷، دِدِک به‌طور علنی اعتراف کرد که در دوران جمهوری خلق لهستان با نام مستعار «پاپکین» (Papkin) به‌عنوان همکار مخفی سرویس امنیتی لهستان (SB) فعالیت می‌کرده است. او بین سال‌های ۱۹۷۷ تا ۱۹۷۹ دربارهٔ افراد مختلفی از جمله یژی گودِیکو، ماچئی رایزاخر، کشیشتف کلبرگر و پیوتر گرابوفسکی گزارش تهیه می‌کرد. وی همچنین اعتراف کرد که در ازای ارائه اطلاعات، از SB پول دریافت می‌کرد. همکاری رسمی او با این سازمان در سال ۱۹۷۹ پایان یافت.